# Бонапарт, Жером Наполеон Шарль
Жером Наполеон Шарль Бонапарт (24 августа 1814, Триест — 12 мая 1847, Флоренция) — 2-й принц Монфорт, сын Жерома Бонапарта и племянник императора Наполеона Бонапарта. Полковник в немецком герцогстве Вюртемберг.

## Биография
Жером Наполеон был первенцем Жерома Бонапарта и его второй жены Екатерины Вюртембергской. За год до его рождения их свергли с престола Вестфалии, королевства, созданного для Жерома его старшим братом, Наполеоном. Дед Жерома Наполеона по материнской линии, король Вюртемберга Фридрих I, дал своему зятю и дочери титул принца и принцессы Монфортских, и Жером Наполеон использовал этот титул вежливости на протяжении большей части своей жизни.
С 1832 года Жером Наполеон и его семья жили при дворе своего дяди по материнской линии, короля Вюртемберга Вильгельма I. Он учился в военной академии Людвигсбурга и служил в армии, получив звание гауптмана (капитана) в 1834 году, майора в 1840 году и, наконец, полковника.
У него с детства плохое здоровье. В 1845 году Жером Наполеон обратился за разрешением поехать в Вернет-ле-Бен, чтобы поправить здоровье на тамошней родниковой воде, но правительство короля Луи-Филиппа I отказалось позволить ему ступить на территорию Франции. Он умер, будучи неженатым и бездетным, во Флоренции в 1847 году, в возрасте 32-х лет. Будучи старшим законным сыном Жерома Бонапарта, Жером Наполеон был наследником его титулов и притязаний; его титулы и притязания на престол Вестфалии перешли к его младшему брату Наполеону Жозефу Бонапарту, а его сын Наполеон Виктор Бонапарт в конечном итоге стал главой дома Бонапартов.